# مارتي غروس
مارتي غروس هو مخرج كندي، ولد في 28 مايو 1948 في تورونتو في كندا.

## وصلات خارجية
- مارتي غروس على موقع IMDb (الإنجليزية)